# جیمز ادوارد موری
جیمز ادوارد موری (به انگلیسی: James Edward Murray) سناتور سابق عضو حزب دموکرات ایالات متحده آمریکا بود. وی در سال ۱۹۳۴ تا ۱۹۶۱ میلادی سناتور ایالت مونتانا در سنای ایالات متحده آمریکا بود.